# Llano Grande, Ixtapaluca
Llano Grande, även Rancho Viejo, är en ort i Mexiko, tillhörande Ixtapaluca kommun i delstaten Mexiko. Llano Grande ligger i den centrala delen av landet och tillhör Mexico Citys storstadsområde. Orten hade 244 invånare vid folkmätningen 2010.